# 禁城
禁城，位于中国广东省揭阳市榕城韩祠路口，为揭阳市的一个市、县级文物保护单位，类型为古遗址，公布时间为1993年。
禁城的历史年代为元至正十二年（1352）。